# Marcel Vandenbulcke
Marcel Aloïs Vandenbulcke, ook Van den Bulcke, (Boezinge, 9 juni 1879 - Ieper, 27 december 1954) was een Belgisch volksvertegenwoordiger en senator.

## Levensloop
Hij was een zoon van Charles Louis Vandenbulcke en van Marie Louise Deruytter. Hij trouwde met Emma Vanraes en na haar overlijden met Maria-Emma Parret en werd beroepshalve handelaar.
In Vlamertinge werd hij politiek actief als gemeenteraadslid (1921-1944) en schepen (1927-1933). In 1926 behaalde de lijst van het Katholiek Vlaamsch Nationaal Verbond de meerderheid in Vlamertinge en werd een Vlaams-nationalist als burgemeester voorgedragen. De Belgische regering wilde hier niet op ingaan en van 1927 tot 1928 nam Vandenbulcke als eerste schepen het burgemeesterschap waar. In 1928 werd een compromis bereikt door de benoeming van de Vlaamsgezinde katholiek Florentin Bouton.
Van 1925 tot 1929 was Vandenbulcke provincieraadslid van West-Vlaanderen voor het kanton Ieper. In de provincieraad was hij nauwelijks actief. Hij werd in 1929 opnieuw verkozen, maar verzaakte aan het mandaat als gevolg van zijn verkiezing tot een parlementair mandaat.
Hij werd in 1929 verkozen als Vlaams-nationalistisch volksvertegenwoordiger voor het arrondissement Ieper en vervulde dit mandaat tot in 1932. In 1936 werd hij verkozen tot provinciaal senator van West-Vlaanderen en bleef dit tot in 1946.
Ook al was hij VNV-mandataris, hij trok zich weinig of niets aan van de ideologische discussies in het Vlaams-nationalisme en van de organisatorische ontwikkeling in zijn eigen arrondissement. Op 6 februari 1938 nam hij wel deel aan een actie van VNV-mandatarissen tegen tweetalige straatborden in Oostende, waarvoor hij op 8 augustus 1939 voor de correctionele rechtbank van Brugge moest verschijnen. Wegens het uitbreken van de Tweede Wereldoorlog kwam het echter nooit tot een vonnis.
Hij trad tijdens de bezetting niet toe tot de collaboratie en werd na de Bevrijding dan ook nauwelijks lastiggevallen. Wel werd een einde gesteld aan zijn mandaat als gemeenteraadslid en schepen. Hij bleef wel senator tot aan de eerste wetgevende verkiezingen na de oorlog op 17 februari 1946.